# Ableiter (Familienname)
Ableiter ist ein österreichischer (Tirol) Familienname, der auch in Deutschland verbreitet ist. Durch Auswanderung kommt der Name auch in den USA vor.

## Herkunft und Bedeutung
Der Name ist ein Örtlichkeits- oder Hofname für jemand, der an einem Berghang (mhd. lite) wohnt.

## Varianten
- Ableitner
- Achleiter
- Achleitner

## Namensträger
- Leonhard Ableiter (1844–1921), deutscher Gymnasiallehrer, Philologe und Präsident der Ministerialabteilung für die höheren Schulen
- Walter Ableiter (1922–1993), deutscher Hotelier und Landtagsabgeordneter in Baden-Württemberg